# Floradagen

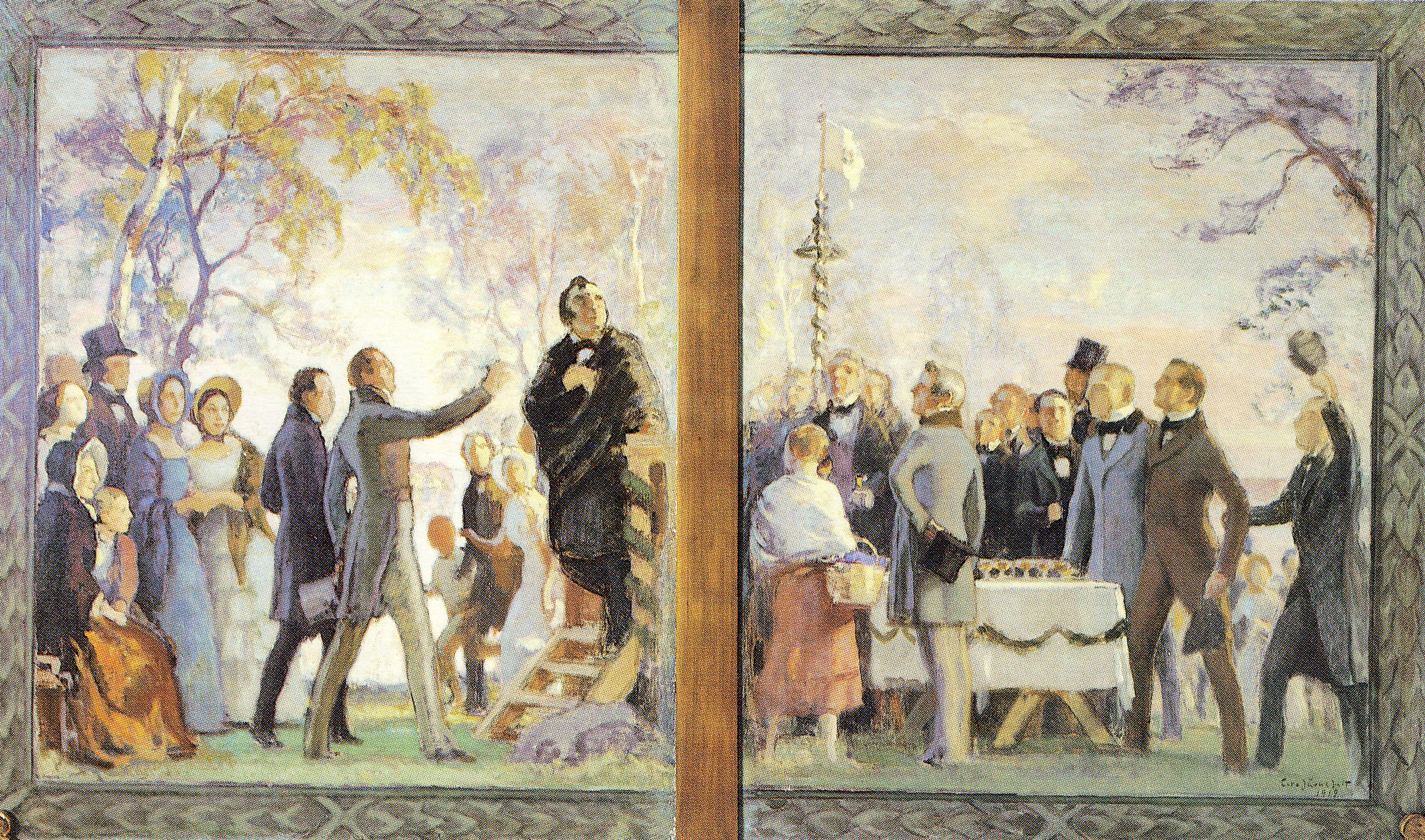
Florafesten, en skiss av Eero Järnefelt som visar Floradagen 1848 på Gumtäkt äng. Verket är en skiss för en väggmålning i Helsingfors universitets festsal, som avtäcktes 1919. Målningen förstördes i bombningar under fortsättningskriget år 1944.

Floradagen den 13 maj är en traditionell festdag bland studenter i Finland. På Floradagen år 1848 sjöngs Vårt land för första gången och drömmen om nationen Finland slog rot.

## Historia

### Tidiga år
Traditionen med vårfest under Floradagen härstammar från Kungliga Akademien i Åbos sista tid, innan universitetet flyttade till Helsingfors och blev Helsingfors universitet. Traditionen med "Majfesten" återupplivades 1832 i Helsingfors och firades 1833 första gången i Sörnäs, som på den tiden låg utanför staden. År 1837–1847 kunde festen inte ordnas på grund av myndigheternas motstånd.
Den mest berömda Floradagen i Finlands historia firades år 1848 på Gumtäkts äng. Under festligheterna den 13 maj 1848 sjöngs Johan Ludvig Runebergs Vårt land för första gången i Fredrik Pacius tonsättning och Finlands flagga visades upp för första gången. Enligt historieprofessor Matti Klinge kan Florafesten 1848 ses som det mest centrala datumet i Finlands historia och dagen då tanken om nationen Finland uppstod.

### Florafesten 1848

Florafesten 13 maj 1848 på Gumtäkts äng, ritad av Alexander Federley 1898.

Florafesten den 13 maj 1848 arrangerades på Gumtäkts äng av studenterna vid Helsingfors universitet, efter en paus på tolv år eftersom festen hade varit förbjuden. I festen deltog cirka 300 studenter och 200 inbjudna gäster. Enligt professor Matti Klinge var festen ändå skickligt regisserad av författaren Fredrik Cygnæus, som var evenemangets huvudsakliga festtalare. Samma år utkämpades studentrevolutioner på olika håll i Europa, och Cygnæus ville förhindra en motsvarande revolution i Finland eftersom en sådan skulle tryckas ner av den ryska kejsaren.
Under festligheterna marscherade studenterna först fyra kilometer från centrum av Helsingfors till Gumtäkt äng. Under promenaden spelade en orkester "Vårt land" utan avbrott, vilket gjorde att studenterna inte kunde sjunga revolutionära sånger som den bannlysta Marseljäsen. Runeberg hade skrivit dikten "Vårt land" redan två år tidigare, våren 1846. Han avsåg från första början att den skulle bli Finlands nationalsång. Inför Florafesten 1848 hade Pacius tonsatt dikten.
Under marschen lyckades Cygnæus och Pacius få studenterna att känna att Vårt land var deras egen och därmed hela nationens lystringssång. I motsats till de sånger som studenter runtom i Europa sjöng om frihet och jämlikhet saknade Runebergs dikt alla antydningar till att människan kan göra revolution för att nå frihet och lycka. Runeberg hade skrivit Vårt land i konservativt syfte för att påverka studenterna.

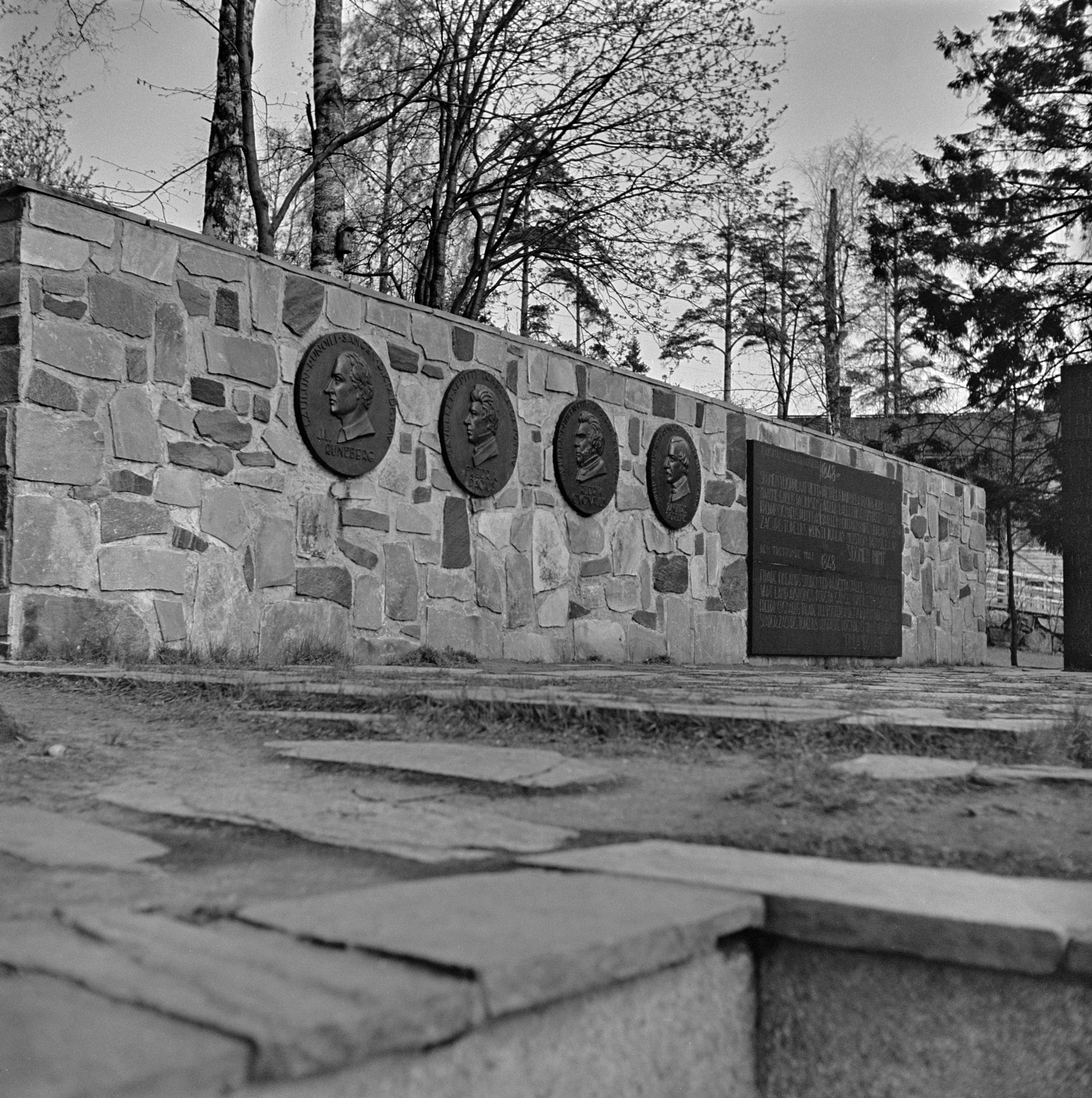
En del av minnesmärket efter Florafesten 13 maj 1848 på Gumtäkts äng, där Vårt land sjöngs för första gången. Skapad av Erik Bryggman och Viktor Jansson för hundraårsjubileet. Föreställer J. L Runeberg, Fr. Pacius, Z. Topelius och Fr. Cygnaeus.

Under festen höll Cygnæus ett högtidligt festtal och flera andra lärare och kuratorer tilläts också prata, men inga studenter. Under festen konsumerades enorma mängder alkohol, visar bevarade räkningar från en handlare. Studenterna hade införskaffat 103 kannor punsch, 98 kannor Carolina (vitvinsbål), 50 kannor bischoff (rödvinsbål), 14 kannor punsch, 4/4 kannor portvin, 4/4 kannor madeira och5 1/4 kannor sherry. Det medförde att studenterna inte märkte att de skålade och hurrade för kejsaren, senaten, ämbetsmän och den finländska ledningen.
Rapporterna om Florafesten nådde Kejsaren i Sankt Petersburg och hade den lugnande effekt som Cygnæus hade hoppats på. Kejsaren drog slutsatsen att ytterligare inskränkningar i de medborgerliga rättigheterna inte behövdes i Finland eftersom folket var lojalt. Det tog ett år innan studenterna insåg att Cygnæus hade utnyttjat dem, och avskedade honom som kurator för Österbottniska avdelningen.
Dagen gick samtidigt till historien som dagen då Finland fick en nationalsång. Runeberg, som spelade en avgörande roll, deltog inte i festen. Zacharias Topelius dokumenterade festen i ett reportage i Helsingfors Tidningar. Cygnæus tal finns inte bevarat, men Topelius skriver i sitt reportage "Aldrig har en finsk talare mäktigare hänfört tusende åhörare, aldrig har i detta land ett tal kvarlämnat ett djupare intryck". Topelius skrev också att Cygnæus röst sprängdes efter att han i en timme ansträngt den för att göra sig hörd på ängen, och att rösten aldrig återhämtade sig. "Vad gör det? Jag har dock en gång talat" lär Cygnæus ha sagt när någon beklagade hans missöde.

### Senare år

Festligheter under Floradagen i Brunnsparken 1930

Majfesttraditionen kring Floradagen upphörde så småningom i den gamla formen och ersattes av första maj-firandet. Den 13 maj 1848 hedrades femtioårsminnet av den historiska Floradagen med en solenn fest på Djurgårdens idrottsplan i Helsingfors. År 1911 återupptog Helsingfors finlandssvenska studenter det traditionella vårfestfirandet och höll en vårfest i Brunnsparken varje år (med avbrott för krigsåren under andra världskriget) fram till 1956. Vårfesten hölls ursprungligen den 6 maj, men från 1930 ordnades festen i allmänhet något senare, ibland på Floradagen. Firandet av den egentliga Florafesten väcktes åter till liv 1927 som en fest för de finska studenterna. Efter andra världskriget började de svenskspråkiga och de finskspråkiga studenterna hålla en gemensam fest i Brunnsparken på Floradagen.
På hundraårsdagen av den stora Florafesten, 13 maj 1948, hölls en stor patriotisk demonstration. Det ordnades också en gudstjänst i Domkyrkan där också president Paasikivi deltog. Ett monument med reliefbilder av Runeberg, Cygnæus, Pacius och Topelius avtäcktes senare på Gumtäkts äng. Studentkåren vid Helsingfors universitet antog i sina stadgar den 13 maj som sin officiella vårfestdag. Därefter firades Floradagen igen årligen i Gumtäkt under 1950- och 60-talen. Efter studentrevolten 1968 då studenterna "ockuperade" Gamla studenthuset upphörde firandet av Floradagen temporärt.
Floradagen uppmärksammades länge endast under filosofiska och statsvetenskapliga fakulteternas promotionsvårar. På 1990-talet återupplivades Floradagen och hundrafemtioårsdagen den 13 maj 1998 firades med gudstjänst i domkyrkan och ett festtåg där flera tusen studenter med rektorn i spetsen tågade till Gumtäkt.